# Boriša Simanić
Boriša Simanić (Ljubovija, 20 de marzo de 1998) es un baloncestista serbio que pertenece al KK Igokea de la liga bosnia. Con 2,11 metros de estatura, juega en la posición de pívot.

## Trayectoria deportiva
Comenzó a jugar en las categorías inferiores del Estrella Roja de Belgrado, hasta que siendo júnior fue cedido al KK FMP Beograd, donde disputó la temporada 2014-2015. 
En 2016, el Estrella Roja se proclamó campeón del Adidas Next Generation Tournament (ANGT) de la sede de Belgrado, donde el ala-pívot de 17 años en los cinco partidos disputados promedia 22,2 puntos, 8,2 rebotes y 2,6 tapones en 30 minutos.
En marzo de 2017 se inscribe al Draft de la NBA de 2017.
El 6 de abril de 2021, se oficializa su fichaje por el KK Mega Bemax, donde promedia 12,8 puntos y 4,3 rebotes en los 25,1 minutos jugados por partido.
El 20 de julio de 2022, firma por el Casademont Zaragoza de la Liga Endesa. En la temporada 2022-23 promedia 6,9 puntos y 3,5 rebotes por partido, disputando 33 encuentros.
El 29 de junio de 2023, se anuncia su renovación por una temporada más con Casademont Zaragoza, pero no llegó a disputarla.
Después de un año sin jugar, en septiembre de 2024 firma con el KK Igokea de Bosnia.

### Selección nacional
Simanić jugó dos ediciones del Eurobasket Sub-16 (2013 y 2014), dos del Eurobasket Sub-18 (2015 y 2016), y dos del Eurobasket Sub-20 (2017 y 2018). También participó del Campeonato Mundial de Baloncesto Sub-19 de 2015, donde su equipo terminó en la novena ubicación. 
Durante agosto y septiembre de 2023 fue integrante de la selección de Serbia que participó en el Mundial de 2023 celebrado en Asia, y que ganó la plata, tras perder la final ante Alemania.
El 30 de agosto de 2023, en el partido que le enfrentaba a su selección ante Sudán del Sur, en la primera fase del Mundial 2023, recibió un fuerte codazo por parte del jugador sudanés Nuni Omot teniendo que ser operado con urgencia por un derrame interno. Tres días después, tuvo que volver a ser operado, de nuevo de urgencia, y desembocó finalmente en la pérdida de un riñón.